# Miss Universe Costa Rica

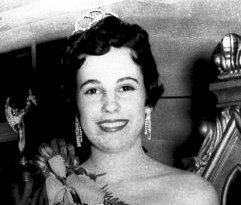
Marian Esquivel McKeown, primera Miss Costa Rica y top 15 en Miss Universo

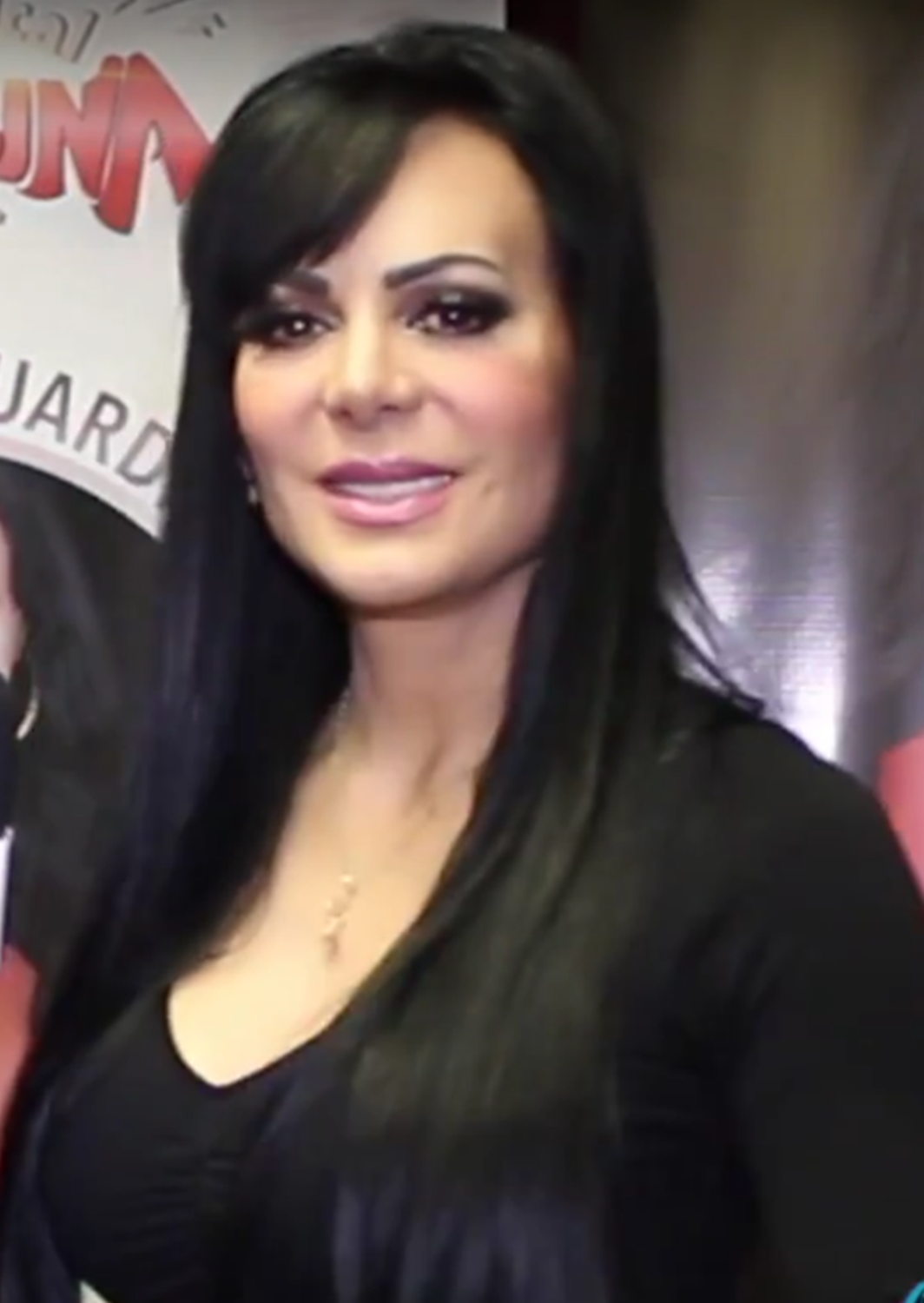
Maribel Fernández García, Miss Costa Rica 1978 y Miss Fotogénica en Miss Universo 1978

Miss Universe Costa Rica anteriormente conocido como Miss Costa Rica es un concurso de belleza nacional en Costa Rica. Hasta 2023 bajo la dirección de Teletica, y desde 2024, bajo la dirección de Gente OPA (con el cual el concurso cambia su nombre) se encarga de seleccionar a la representante costarricense en Miss Universo. 
La actual Miss Universe Costa Rica es Mahyla Roth de Cahuita, Limón. Quien representara al país en Miss Universo 2025. Ella es la última representante seleccionada por este concurso.

## Historia
Las mujeres sin límite de edad, cada una representando diferentes provincias y ciudades de Costa Rica, compiten para representar a Costa Rica por un año y participar en Miss Universo.
Costa Rica ha participado en el concurso de Miss Universo desde 1954 y ha enviado a 69 representantes en la historia del concurso. El evento fue transmitido por Teletica desde 1960 hasta 2023. En febrero de 2024, se informó que Teletica perdió la licencia de Miss Universo ante ¡Opa!, un canal de televisión establecido en 2023, el cual renombró el concurso a Miss Universe Costa Rica.
Desde 2024, el concurso comenzó a tener franquicias regionales, siendo las primeras San José, Cartago, Guanacaste, Puntarenas, Pérez Zeledón, Limón y Caribe Norte, las cuales aportaron más de la mitad de las participantes del concurso de 2025.

## Datos sobre las ganadoras
Las únicas Miss Costa Rica que han logrado clasificar en las Semifinalistas han sido:
- Ivonne Cerdas (Top 10)
- Natalia Carvajal (Top 10)
- Fabiana Granados Herrera (Top 16)
- Johanna Solano (Top 10)
- Nancy Soto Martínez (Top 10)
- Marian Esquivel McKeown (Top 15)

Seis Miss Costa Rica han fallecido hasta 2024:
- Marian Patricia Esquivel McKeown (2000) Causas naturales.
- Rosa María Fernández Sáenz (2006) Cáncer de mama.
- Dora Solé Gómez (2014) Cáncer de mama
- Clemencia Martínez Montis (2019) Causas naturales.
- Anabelle Granados Salazar (2020) Causas naturales.
- Victoria Eugenia (Vicky) Ross González (2024) Causas naturales.

Las únicas Miss Costa Rica que por diversos motivos fueron designadas sin transmisión de un certamen han sido:
- Dora Solé Gómez (1964)
- Maribel Fernández García (1978)
- Carla Facio Franco (1979)
- Bárbara Bonilla Herrero (1980)
- Olga Elena Correa Usuga (2017)
- Valeria Rees Loría (2021)

Algunos datos relevantes del concursos son los siguientes:
- La Miss Costa Rica más alta es Anabelle Granados (1956) de 1,82 cm.
- La primera Miss Costa Rica morena fue Eugenia Valverde (1959)
- La primera Miss Costa Rica negra es Marva Wright (2010)
- La primera Miss Costa Rica rubia fue Claudia Garnier (1977)
- La primera Miss Costa Rica destronada fue Marjorie Furniss (1967)
- La primera madre electa Miss Universe Costa Rica fue Elena Hidalgo (2024)

## Miss Universe Costa Rica
Ganadoras de Miss Universe Costa Rica las cuales han sido enviadas al Miss Universo:
| Año  | Ganadora              | Representante | Miss Universo Posición | Títulos internacionales          |
| ---- | --------------------- | ------------- | ---------------------- | -------------------------------- |
| 2025 | Mahyla Roth Benavides | Limón         | TBA                    | Miss Internacional 2022 (Top 15) |
| 2024 | Elena Hidalgo Ramírez | San José      | Sin clasificación      |                                  |

### Coronas por provincia
| Provincia  | Títulos | Año  |
| ---------- | ------- | ---- |
| San José   | 1       | 2024 |
| Limón      | 1       | 2025 |
| Alajuela   |         |      |
| Guanacaste |         |      |
| Cartago    |         |      |
| Puntarenas |         |      |
| Heredia    |         |      |

## Miss Costa Rica
Ganadoras de Miss Costa Rica las cuales han sido enviadas al Miss Universo.
| Año             | Ganadora                                           | Representante                                     | Miss Universo Posición                            | Títulos Internacionales |
| --------------- | -------------------------------------------------- | ------------------------------------------------- | ------------------------------------------------- | --- |
| Miss Costa Rica |                                                    |                                                   |                                                   | |
| 1954            | Marian Esquivel McKeown (QDDG 2000)                | San José                                          | Semifinalista Top 15                              | |
| 1955            | Clemencia Martínez Montis (QDDG 2019)              | San José                                          |                                                   | |
| 1956            | Anabelle Granados Salazar (QDDG 2020)              | Heredia                                           | Miss Simpatía                                     | |
| 1957            | Sonia Cristina Icaza                               | San José                                          |                                                   | |
| 1958            | Eugenia María Valverde Guardia                     | Guanacaste                                        | Descalificada                                     | |
| 1959            | Sonia Monturiol                                    | Heredia                                           |                                                   | |
| 1960            | Leila Rodríguez Stahl                              | San José                                          |                                                   | |
| 1961            | María Cecilia Araya                                | No participó en el certamen de Miss Universo 1961 | No participó en el certamen de Miss Universo 1961 | No participó en el certamen de Miss Universo 1961 |
| 1962            | Helvetia Albónico González                         | Heredia                                           |                                                   | |
| 1963            | Sandra Chrysopulos Morúa                           | Cartago                                           |                                                   | |
| 1964            | Dora Solé Gómez (QDDG 2014)                        | San José                                          |                                                   | |
| 1965            | Mercedes Pinagel Tristán                           | Guanacaste                                        |                                                   | |
| 1966            | María Virginia Oreamuno                            | Cartago                                           |                                                   | |
| 1967            | Rosa María Fernández Sáenz (QDDG 2006)             | Guanacaste                                        |                                                   | |
| 1968            | Ana María Rivera                                   | San José                                          |                                                   | |
| 1969            | Clara Freda Antillón                               | San José                                          |                                                   | |
| 1970            | Lilliam Berrocal                                   | Cartago                                           |                                                   | |
| 1971            | Rosa María Rivera                                  | San José                                          |                                                   | |
| 1972            | Victoria Eugenia (Vicky) Ross González (QDDG 2024) | San José                                          |                                                   | |
| 1973            | María del Rosario (Rossy) Mora Badilla             | Alajuela                                          |                                                   | |
| 1974            | Jeannette Rebeca Montagné                          | Limón                                             |                                                   | |
| 1975            | María de los Ángeles Picado González               | Puntarenas                                        |                                                   | |
| 1976            | Silvia Jiménez Pacheco                             | Limón                                             |                                                   | |
| 1977            | Claudia María Garnier Arias                        | Puntarenas                                        |                                                   | Reinado Internacional del Banano - 1.ª finalista |
| 1978            | Maribel Fernández García                           | San José                                          | Miss Fotogénica                                   | Miss Mundo (Top 15) |
| 1979            | Carla Facio Franco                                 | Guanacaste                                        |                                                   | |
| 1980            | Bárbara Bonilla Herrero                            | San José                                          |                                                   | Miss América Latina (Finalista) |
| 1981            | Rosa Inés Solís Vargas                             | San José                                          |                                                   | Miss América Latina (Miss Fotogénica) |
| 1982            | Lilliana Corella Espinoza                          | Heredia                                           |                                                   | |
| 1983            | María Gabriela Pozuelo Castro                      | Cartago                                           |                                                   | |
| 1984            | Silvia Portilla Pastor                             | San José                                          |                                                   | |
| 1985            | Rosibel Chacón Pereira                             | Puntarenas                                        |                                                   | Reinado Mundial del Banano - Ganadora Miss Centroamérica - Virreina - Mejor Cuerpo Miss Asia Pacific International - Top 12. - Mejor Traje Típico. Miss Maja International (3.ª finalista) |
| 1986            | Aurora Velásquez Ariño                             | Limón                                             |                                                   | Miss Asia Pacific International (Top 16) |
| 1987            | Ana María Bolaños Aguilar                          | San José                                          |                                                   | |
| 1988            | Erika María Paoli González                         | Heredia                                           |                                                   | Miss Asia Pacific International (Top 8) Miss International (Top 15) |
| 1989            | Luana Freer Bustamante                             | San José                                          |                                                   | Reinado Internacional del Café 1989 (Ganadora) |
| 1990            | Julieta Posla Fuentes                              | San José                                          | #14 Preliminar                                    | Reinado Internacional del Café 1990 (Virreina) |
| 1991            | Viviana Muñoz Fernández                            | San José                                          |                                                   | Reinado Internacional del Café 1991 (Ganadora) |
| 1992            | Jessica Stephanie Manley Fredrich                  | San José                                          |                                                   | |
| 1993            | Catalina Rodríguez Carranza                        | San José                                          |                                                   | Miss Asia Pacific International (Top 10) |
| 1994            | Jasmín Morales Camacho                             | San José                                          |                                                   | |
| 1995            | Beatriz Alejandra Alvarado Mejía                   | Alajuela                                          |                                                   | Miss América 1994 en Honduras (tercera finalista), Miss América Internacional 1995 (El Salvador), Reinado internacional del Café 1995 (Colombia), Miss Hispanidad 1995 (Miami, USA) |
| 1996            | Dafne Zeledón Monge                                | San José                                          |                                                   | Miss Maja Internacional 1995 - Top 15. - Premio Mejor Trabajo Artístico. |
| 1997            | Gabriela Aguilar Chavarría                         | San José                                          | #12 Preliminar                                    | Reina de La Costa 1995 (1.ª Finalista) Reina Mundial del Banano 1995 (Ganadora) Miss Asia Pacific International 1996 (Ganadora) - Miss Fotogénica - Mejor en Traje de Baño |
| 1998            | Kisha Alvarado Murillo                             | Heredia                                           |                                                   | Miss Asia Pacific International 1998 (Ganadora) - Mejor en Traje de Baño - Mejor en Traje de Noche - Miss Fotogénica |
| 1999            | Arianna Bolaños Ugalde                             | Alajuela                                          |                                                   | |
| 2000            | Laura Mata Mora                                    | San José                                          |                                                   | Miss Atlántico Internacional - Miss Elegancia |
| 2001            | Paola Calderón Hütt                                | San José                                          |                                                   | |
| 2002            | Merylin Villalta Castro                            | San José                                          |                                                   | |
| 2003            | Andrea María Ovares López                          | San José                                          |                                                   | Miss Asia Pacific International (2.ª Finalista) |
| 2004            | Nancy Patricia Soto Martínez                       | Heredia                                           | Semifinalista Top 10                              | Miss Teen Costa Rica 1999 (Ganadora) Top Model of The World 1999 (Top 5) |
| 2005            | Johanna Fernández Madrigal                         | San José                                          |                                                   | Miss Costa Maya Internacional 2005 (Ganadora). |
| 2006            | Fabriella María Quesada Sequeira                   | San José                                          |                                                   | Miss Teen Internacional 2002 (Ganadora). Reina Internacional del Café 2006 (Ganadora). |
| 2007            | Verónica González Quesada                          | Heredia                                           |                                                   | Señorita Orotina 2002, Señorita Alajuela 2002, Miss Mundo Latino Internacional 2004 Reina Mundial del Banano 2006 (Ganadora). |
| 2008            | María Teresa Rodríguez Rodríguez                   | Alajuela                                          |                                                   | Miss Teen Costa Rica 2003 Miss Teen Internacional 2003 (Ganadora) Miss Pacífico 2007 |
| 2009            | Jessica Umaña Solís                                | San José                                          |                                                   | |
| 2010            | Marva Wright Ureña                                 | Cartago                                           |                                                   | |
| 2011            | Johanna Solano Lopéz                               | Heredia                                           | Semifinalista Top 10                              | Reinado Internacional del Café 2009 Miss América Latina 2009 (Ganadora) |
| 2012            | María Nazareth Cascante Madrigal                   | Alajuela                                          |                                                   | Reina Internacional del Ecoturismo 2008, Miss Teen Costa Rica 2008 Miss Teen International 2009 Reinado Mundial del Transporte 2009 |
| 2013            | Fabiana Granados Herrera                           | Guanacaste                                        | Semifinalista Top 16                              | Reinado Internacional del Café 2012 - Reina de la Policía. Miss Panamerican 2012 (Virreina) Miss Continente Americano 2012 - Top 6 Miss Tierra 2012 (Top 16) |
| 2014            | Karina Ramos Leitón                                | Heredia                                           |                                                   | Miss Supranational 2012 - Top 20 Reina Intercontinental Costa Rica. - Ganadora Miss Belleza Americana 2013 . Reina Internacional de la Paz - Ganadora Reinado Internacional de la Ganadería - Virreina - Reina de los Periodistas. Miss Turismo Latino 2013 - 3.ª finalista - Mejor Rostro - Mejor Traje Típico - Premio Miss Cultura Internacional |
| 2015            | Brenda Giselle Castro Madrigal                     | Limón                                             |                                                   | Miss ExpoPococí 2008 (Ganadora). Miss Teenager Costa Rica 2011 (Ganadora). Miss Teenager Internacional (2.ª finalista). Miss Latinoamérica Internacional 2014 - (3.ª finalista) Señorita Verano Costa Rica 2015 (Ganadora). Miss Grand International 2019 - Top 20                                                                                  |
| 2016            | Carolina Rodríguez Durán                           | Alajuela                                          |                                                   | Miss Costa Rica 2014 (1.ª Finalista). Señorita Verano 2014 (Ganadora). Reinado del Banano 2015 (Ganadora). |
| 2017            | Olga Elena Correa Usuga                            | Heredia                                           |                                                   | Miss Model of the World 2011, Miss Intercontinental 2012, Miss World Costa Rica 2013, Miss Supranational Costa Rica 2013. |
| 2018            | Natalia Carvajal Sánchez                           | San José                                          | Semifinalista Top 10                              | Miss Eco Internacional 2016 (Ganadora) |
| 2019            | Karla Paola Chacón Fuentes                         | San José                                          |                                                   | Miss Supranational Costa Rica 2016 Miss International Costa Rica 2017 |
| 2020            | Ivonne Geraldine Cerdas Cascante                   | San José                                          | Semifinalista Top 10                              | Miss Costa Rica 2012 (Primera Finalista) Miss Costa Rica 2015 (Segunda Finalista Miss Mundo Costa Rica 2019 (Finalista) |
| 2021            | Valeria Rees Loría                                 | Heredia                                           |                                                   | Miss Mundo Costa Rica 2019 (Virreina) Reina Hispanoamericana Costa Rica 2023 (TBA) |
| 2022            | María Fernanda Rodríguez Ávila                     | Alajuela                                          |                                                   | Reina Teen Costa Rica International (Ganadora) Miss Teen Mesoamérica Internacional (Ganadora) Miss Teen Universe Costa Rica 2015 (Ganadora) Miss Earth Costa Rica 2017 (Ganadora) |
| 2023            | Lisbeth Tatiana Valverde Brenes                    | Alajuela                                          |                                                   | Miss Centroamérica 2014 (Ganadora). Miss América Latina 2015 (4.ª finalista). Reinado Internacional del Café 2016 (Reina de la Policía). Miss Tourism International 2016 Miss Panamerican International 2019 (Ganadora) Miss Costa Maya 2019 (Ganadora)                                                                                             |

### Por Números de Ganadas
| Representación | Títulos | Años |
| -------------- | ------- | --- |
| San José       | 32      | 1954, 1955, 1957, 1960, 1964, 1968, 1969, 1971, 1972, 1978, 1980, 1981, 1989, 1990, 1991, 1992, 1993, 1994, 1996, 1997, 1998, 2000, 2001, 2002, 2003, 2005, 2006, 2009, 2018, 2019, 2020. |
| Heredia        | 11      | 1956, 1959, 1962, 1982, 1988, 2004, 2007, 2011, 2014, 2017, 2021 |
| Alajuela       | 10      | 1973, 1975, 1987, 1995, 1999, 2008, 2012, 2016, 2022, 2023. |
| Guanacaste     | 6       | 1958, 1965, 1967, 1979, 1984, 2013 |
| Cartago        | 5       | 1963, 1966, 1970, 1983, 2010 |
| Limón          | 4       | 1974, 1976, 1986, 2015 |
| Puntarenas     | 2       | 1977, 1985. |

## Premios Especiales en Miss Universo
Solo dos Miss Costa Rica han logrado ganar algún premio especial en el concurso Miss Universo
| Representación | Premio          | Año  | Nombre                   |
| -------------- | --------------- | ---- | ------------------------ |
| Heredia        | Miss Simpatía   | 1956 | Anabelle Granados        |
| San José       | Miss Fotogenica | 1978 | Maribel Fernández García |